# Owen le Chauve
Owen le Chauve (Owain Foel en gallois, Eugenius Calvus en latin) est un souverain du royaume de Strathclyde du début du XIe siècle.
Son ascendance est inconnue, mais il semble avoir été le fils de Máel Coluim et le petit-fils de Dyfnwal ab Owain, tous deux rois du Strathclyde au Xe siècle. Owain n'est mentionné dans les sources qu'à l'occasion de sa participation à la bataille de Carham aux côtés des Écossais en 1018. Il pourrait avoir trouvé la mort durant l'affrontement, mais rien ne permet de l'affirmer. Il est possible que le Máel Coluim décrit comme « fils du roi des Cumbriens » dans les années 1050 soit son fils ou son petit-fils.

## Biographie

### Famille
Owain Foel semble appartenir à la famille royale du Strathclyde. Au milieu du Xe siècle, le trône est occupé par Dyfnwal ab Owain, qui meurt en 975. Il semble avoir abdiqué avant cette date, peut-être au début des années 970. Son fils putatif Rhydderch (fl. 971) pourrait avoir brièvement pris le pouvoir. Les sources anglaises indiquent clairement que le fils de Dyfnwal, Máel Coluim, règne en 973, alors que son père est encore vivant. Après la mort de Máel Coluim, en 997, le royaume semble être dévolu à un certain Owain ap Dyfnwal, apparemment un frère de Rhydderch et Máel Coluim. La version « B » des Annales Cambriae indique qu'Owain ap Dyfnwal est tué en 1015, ce que confirment le Brut y Tywysogion et le Brenhinoedd y Saeson (en).
L'identification de cet Owain ap Dyfnwal à Owain Foel est soutenue par certains historiens, mais le second est censé être en vie en 1018 alors que le premier est mort en 1015. S'ils sont bien deux individus distincts, leur homonymie pourrait expliquer pourquoi le second a reçu l'épithète Foel, « le Chauve », attesté en latin sous la forme Eugenius Calvus dans la Historia regum de Siméon de Durham.

### Bataille de Carham

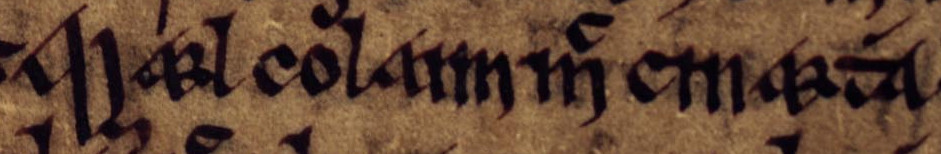
Le nom de Máel Coluim mac Cináeda tel qu'il apparaît sur le folio 16v MS Rawlinson B 488 (les Annales de Tigernach) de l'Oxford Bodleian Library : Mael Colaim mac Cínaetha.

En 1005, Máel Coluim mac Cináeda succède à un parent comme  roi d'Alba. L'un de ses premiers actes royaux est de mener une offensive militaire contre son homologue anglais, Æthelred le Malavisé. Malheureusement pour les Scots, leur invasion de la Northumbrie est rapidement repoussée par Uchtred le Hardi, un jeune magnat du nord qui est fait Earl Northumbrie en récompense de son action. Dans les années suivantes, l'autorité royale d'Æthelred s’effondre sous l'assaut des Scandinaves menés par Knútr Sveinnsson qui étend sa souveraineté sur l'ensemble du royaume d'Angleterre en 1016.

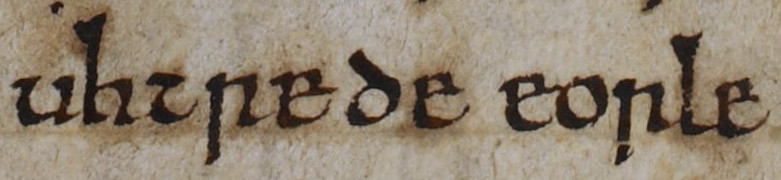
Le nom et le titre de Uchtred tel qu'il apparait sur le folio 153r du MS Tiberius B I (version "C" version de la chronique anglo-saxonne) de la British Library Cotton: Uhtrede eorle.

C'est peut-être la tourmente qui s’abat ensuite sur le nord de l'Angleterre qui incite Máel Coluim mac Cináeda à effectuer une autre incursion transfrontalière une décennie plus tard. Selon  Siméon de Durham, Owen était présent lors de la bataille de Carham  en 1018 comme allié de Malcolm II d'Écosse. Il n'est pas certain qu'il mourut pendant ce combat. Lors de cette invasion, Owain Foel fait campagne aux côtés des Scots, comme allié ou vassal de son homologue écossais. Le point culminant de l'opération est la bataille de Carham, un combat auquel les deux rois
participent et défont les Anglais à Carham en 1018. Ce combat est évoqué par de nombreuses sources, et la participation d'Owain Foel est spécialement mentionnée par la Historia regum du XIIe siècle. Il y a toutefois une certaine incertitude sur l'identité de l'homme qui dirige les forces anglaises. Selon la Historia regum, Uhtred commande les armées anglaises. Un passage préservé de la chronique anglo-saxonne, précise toutefois qu'il avait été tué deux ans auparavant, ce qui implique que les forces anglaises étaient dirigées par son frère et successeur, Eadwulf Cudel, Earl de Northumbrie.

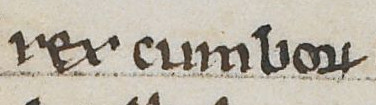
Le titre du fils et éventuel successeur de Dyfnwal, Máel Coluim, tel qu'il apparaît sur le folio 9r du MS Faustina B IX (the Chronique de Melrose) de British Library Cotton : rex Cumbrorum.

La défaite infligée aux Anglais semble avoir confirmé la domination des Scots sur le Lothian et établit leur frontière sud de leur royaume que le Tweed. Pour Owain Foel et les  Cumbriens, le succès de l'expédition signifie sans doute un surcroît de pillages et la prise de bétail, d'esclaves et d'autres biens.
Il est également possible que le territoire du royaume de Cumbria se soit étendu du fait de la défaite de la Northumbrie. C'est ainsi qu'une enquête sur les propriétés foncières de l’évêque de Glasgow du XIIe siècle longtemps après que le royaume ait été absorbé par les Scots comprend des domaines ayant appartenu à l'ancien royaume. Le fait que cette enquête inclut le  Teviotdale, une partie importante de ce qui avait été le territoire de la Northumbrie, doit indiquer que cette région avait été annexée par les Cumbriens après la victoire de Carham.

### Mort et disparition de la Cumbria
La disparition supposée d'Owen lors de la bataille de Carham en 1018 était toutefois généralement considérée comme la fin du royaume de  Strathclyde, et pour cette raison Owen est l'un des rois de Strathclyde les plus mentionnés. Cependant des études récentes remettent en cause cette idée reprise depuis les œuvres de  Jean de Fordun, et tendent à indiquer que le  royaume de Strathclyde, lié à la Cumbria, poursuivit son existence sous des formes diverses avec Malcolm II d'Écosse et ses descendants jusqu'à l'accession au trône d'Écosse de son dernier détenteur David, prince de Cumbria qui devient le roi David Ier d'Écosse en 1124.
La date de la mort d'Owain Foel est inconnue. Bien qu'il soit possible qu'il périsse lors de la bataille, ou peu après, il n'y a cependant aucun indice qu'il y soit tué ou mortellement blessé. En fait il peut avoir vécu et régner encore assez longtemps après. Toutefois dans le cas où il y aurait trouvé la mort Máel Coluim mac Cináeda s'empare du contrôle de son royaume. Si ce dernier agit ainsi peu après Carham, cette acquisition se place à l'apogée de sa puissance. Il y a de bonne raison de penser que  Owain Foel meurt quelque temps avant 1030, en laissant peut-être un héritier faible ou même le trône vacant.Les Annales de Tigernach rapportent une expédition
ravageuse infligé aux Britons cette année-là par les Anglais et les Scandinaves du royaume de Dublin.
Un autre épisode historique peut apporter un éclairage sur le royaume de Cumbria il s'agit de l'assemblée de souverains du nord  qui se tient en 1031. Cette année, la chronique anglo-Saxonne note une rencontre entre  Knútr, Máel Coluim mac Cináeda, Mac Bethad mac Findlaích et Echmarcach mac Ragnaill. Le fait qu'un roi de Cumbria ne soit pas associé à cet événement implique qu'aucun souverain n'y règne à cette date et que le royaume de Cumbria se trouve inclus dans le royaume écossais d'Alba. L'objet de la rencontre 
des quatre rois est inconnu. Une possibilité et qu'il est relatif à l’effondrement du royaume de Strathclyde, et qu'il est peut-être lié avec la mention de l'expédition dévastatrice de 1030.

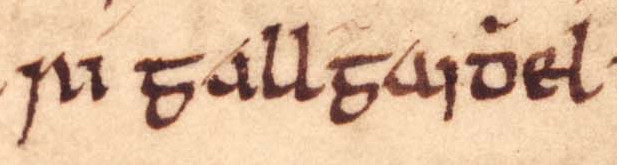
Le titre de Suibne mac Cináeda tel qu'il apparaît sur le folio 39r du MS Rawlinson B 489 (les Annales d'Ulster) de l'Oxford Bodleian Library.

Un autre aspect de l'incertitude dans laquelle nous nous trouvons sur l’existence du royaume est l'obituaire de Suibne mac Cináeda, un
personnage désigné comme roi des Gall Gàidheal. Le terme  Gaélique Gall Gaidheil semble appliqué à la population d'origine éthiquement mixte Scandinave et Gaélique mentionnée pour la première fois au
IXe siècle dans les Hébrides une partie de l'ancien royaume de Dál Riada. Au XIIe siècle les  Gall Gaidheil ont certainement laissé leur nom au territoire qui est devenu l'actuel Galloway.
En fait le domaine terrestre des Gall Gaidheil semble plus étendu que le moderne Galloway, et il y a de bonne raison d'estimer que les Gall Gaidheil s'étaient étendus profondément dans l'ancien domaine contrôle par les Cumbriens. Par exemple, il y des preuves que la totalité de la région sud-ouest du  Clydesdale et du Teviotdale faisait partie des territoires des  Gall Gaidheil. Une telle expansion aux dépens du royaume de Cumbrie a pu avoir lieu au XIe siècle, peut-être avec la disparition d'Owain Foel lui-même. En fait, Suibne doit être le chef des  Gall Gaidheil qui met à profit la décomposition de la Cumbria, et réalise l'acquisition de beaucoup des territoires occidentaux du royaume.
Le patronyme porté par Suibne est le même que celui du roi  Máel Coluim mac Cináeda. Cette similitude permet d'envisager qu'ils soient deux frères, et que Suibne ait été de ce fait mis en place sur le trône de cette région occupée par les Gall Gaidheil. Si Suibne et Máel Coluim mac Cináeda sont réellement des frères, une autre possibilité est que le titre de Suibne démontre que Máel Coluim mac Cináeda s'est emparé du royaume vacant de Cumbria et y a installé Suibne comme roi des Cumbriens. Ce qui expliquerait ainsi que les Scots n'aient pas exploité leur
victoire sur les Anglais en 1018, car les ressources du roi d'Écosse ont été concentrées contre le très vulnérable royaume de Cumbria.

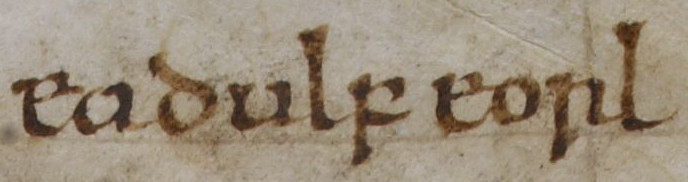
Le nom et le titre d'Eadwulf (à ne pas confondre avec Eadwulf Cudel) tel qu'il apparaît sur le folio 157r du MS Tiberius B I de la British Library Cotton :
Eadulf eorl.

Selon les termes du texte pseudo-prophétique la Prophétie de Berchán, Máel Coluim mac Cináeda est présenté comme biodhba Bretan ("ennemi des Britons"). On ignore si cette description reflète une véritable animosité entre lui et le royaume de Strathclyde . Il est possible que cette description du roi écossais se réfère à l’agression contre les Cumbriens à un moment après la bataille de Carham et la disparition d'Owain Foel.En 1038, Eadwulf III de Bamburgh est mentionné par l'Historia regum comme ayant attaqué des Britons indéterminés. Il est concevable selon cette source qu'au moins encore quelques Cumbriens étaient indépendants à cette époque ou que ces Britons se trouvaient sous la suzeraineté des Gall Gaidheil lorsqu'ils sont attaqués par les Anglais.
Owain Foel a pu vivre dans jusque dans la décennie 1050. En 1054, Siward, Earl de Northumbrie envahit Alba et vainc le roi Mac Bethad régnant selon Guillaume de Malmesbury, et Jean de Worcester, Siward  a établi un certain Máel Coluim (fl. 1054) identifié comme le 
« fils d'un roi des Cumbriens » en opposition à Mac Bethad. Máel Coluim semble être un membre de la dynastie royale du Strathclyde, et doi être un descendant d'Owain Foel lui-même: peut-être son fils ou son petit-fils.
Le nom gaélique personnel de ce personnage permet d'envisager qu'il ait des ancêtres ayant un lien avec la maison d'Alpin écossaise: peut-être en ligne maternelle avec l'allié d'Owain Foel à Carham, Máel Coluim mac Cináeda.Si le Máel Coluim de 1054 est un membre de la lignée d'Owain Foel il est possible que les Scots l'aient privé de son royaume Cumbrien à la mort d'Owain Foel, et que Siward l'installe comme roi des Cumbrians à la suite de la victoire des Anglais contre Mac Bethad.Une autre possibilité, suggérée par le récit des événements fait par le Chronicon ex chronicis, est que Siward installe Máel Coluim comme roi d'Alba. Si Máel Coluim est vraiment placé sur le trône écossais, c'est qu'Owain Foel est toujours en train de régner sur le Strathclyde. Dans tous les cas  Owain Foel est le dernier souverain connu de ce royaume.